# Корита-на-Красу
Корита-на-Красу (словен. Korita na Krasu) — поселення в общині Мірен-Костанєвіца, Регіон Горишка, Словенія. Висота над рівнем моря: 225,3 м.